# Ніл Постман
Ніл П́остман (англ. Neil Postman, 8 березня 1931, Нью-Йорк — 5 жовтня 2003, Нью-Йорк
) — американський письменник, критик, редактор, педагог, медіа-теоретик та професор комунікаційних наук Нью-Йоркського університету.
Є автором понад 200 статей, до яких належать публікації в таких виданнях, як «New York Times Magazine», «Atlantic», «Saturday Review», «Washington Post», «Los Angeles Times» та «Le Monde», та 17 книг, серед яких «Дорозважаємося до смерті» (1985), «Технополіс» (1992), «Зникнення дитинства» (1994) та «Кінець освіти» (1995). Десять років був редактором журналу «Et Cetera», присвяченому семантиці.

## Життєпис
Ніл Постман народився 8 березня 1931 року в місті Нью-Йорк. Виріс у Брукліні, де закінчив школу та вступив до Сіті-коледжу. У 1953 році здобув диплом з вищої освіти в Державному Нью-Йоркському університеті у Фредонії. Для отримання магістерського ступеня перейшов до Педагогічного коледжу Колумбійського університету. Першу роботу він отримав у Державному коледжі Сан-Франциско, у якості викладача мовознавства. У 1958 році здобув докторський ступінь в Колумбійському університеті. Наступного року почав викладати в Нью-Йоркському університеті.
У 1971 році Постман заснував магістерську програму з медіаекології при Стейнхардтській школі освіти Нью-Йоркського університету. До 2002 року очолював кафедру культури та зв'язків.
У 1986 році отримав нагороду імені Джорджа Орвелла за чесність та ясність викладу (англ. George Orwell Award for Clarity in Language) в своїй книзі «Дорозважаємося до смерті» (1985) від Національної ради викладачів англійської мови (англ. National Council of Teachers of English). Постману також було присуджено нагороду імені Крістіана Ліндбека за відмінне викладання (англ. Christian Lindback Award for Excellence in Teaching). У 1993 році став одним з сімнадцяти Професорів Нью-Йоркського університету, єдиним професором Стейнхардтської школи освіти, удостоєним цим званням.
Помер 5 жовтня 2003 року в Квінзі, місто Нью-Йорк у віці 72 років від раку легень. У нього залишилася дружина, Шеллі Росс Постман (англ. Shelley Ross Postman); двоє синів — Марк та Ендрю (англ. Marc and Andrew); дочка, Меделін Постман (англ. Madeline Postman); брат, Джек (англ. Jack); сестра, Рут Штейнберг (англ. Ruth Steinberg); та четверо внуків.

## Творчий доробок
Постман написав більше 200 статей у журнали та газети, починаючи з роботи «Телебачення та викладання англійської мови» (англ. Television and the Teaching of English) у 1961 році, та 17 книг. Його ранніми значущими працями є «Викладання як руйнування» (англ. Teaching as a Subversive Activity, 1969) та «Викладання як збереження» (англ. Teaching as a Conserving Activity, 1979). Серед інших його творів також є «Сумлінні заперечення. Піднімаючи проблему мови, технологій та освіти» (англ. Conscientious Objections: Stirring Up Trouble About Language, Technology and Education, 1988), «Як дивитися телевізійні новини» (англ. How to Watch TV News, 1992), «Будуючи міст у XVIII століття. Як минуле може поліпшити наше майбутнє» (англ. Building a Bridge to the 18th Century: How the Past Can Improve Our Future, 1999). 
У своїй книзі «Зникнення дитинства» (англ. The Disappearance of Childhood, 1994) Постман критикує телебачення як основну причину об'єднання двох світів — дорослих і дітей — які мають існувати окремо. Він стверджує, що телебачення, наповнюючи свідомість дітей величезними об'ємами інформації, яка раніше була доступною лише для старшого покоління, піддає їх таким чином впливу конфліктів та бажань дорослого світу. На його думку, якщо всі таємниці дорослого життя, включаючи секс, захворювання та смерть, відкрити для дітей, то їхню допитливість замінять цинізм, апатія чи зарозумілість, перекреслюючи освіту та моральний розвиток. Книга «Кінець освіти. Переосмислення цінності школи» (англ. The End of Education: Redefining the Value of School, 1995) пропонує альтернативну шкільну програму, яка заохочує здоровий інтелектуальний скептицизм, відчуття глобального громадянства, повагу до американських традицій та вдячність за їхню різноманітність.

### «Дорозважаємося до смерті»
У своїй книзі «Дорозважаємося до смерті. Публічний дискурс в еру шоу-бізнесу» (англ. Amusing Ourselves to Death: Public Discourse in the Age of Show Business, 1985) Постман описує соціальні та культурні наслідки телебачення. Перед цим він дає короткий огляд технологій, які передували телебаченню і, на його думку, здійснили не менш значний вплив на зміни в суспільстві.
Перш за все, типографія виховала сучасну ідею індивідуальності, що кардинально відрізняється від середньовічних цінностей общинності та інтегрованості. Вона уможливила сучасну науку, нівелюючи релігійну сприйнятливість до простих забобон. Типографія також доклала руку до становлення національної держави. Проте з відходом типографії на периферію американської культури серйозність, ясність та, найголовніше, цінність публічного дискурсу падає. Телеграф став першою технологією, яка дозволила надсилати в ефір інформацію, вільну від контексту, легітимізуючи ідею того, що цінність інформації не має бути прив'язана до певної функції, корисної для прийняття суспільно-політичних рішень. Телеграф перетворив інформацію на товар, «річ», яку можна продати чи придбати незалежно від її застосування або значення.
Телебачення, яке займає центральне місце в культурі США, подає будь-яку тему у формі видовища. Політика, релігія, новини, війна, спорт, сексуальність, освіта та виховання — телебачення видозмінює усе так, що ці проблеми не мають жодної цінності чи значущості, окрім розважальної. Телебачення радикально змінює людське сприйняття, перетворюючи глядачів на пасивних реципієнтів. Зміст повідомлення є вторинним по відношенню до емоційного впливу, який досягається демонстрацією різноманітних зображень та картинок, які є самоціллю, радше ніж поясненням чи підкріпленням аргументу. Так, на думку Постмана, «проблема не в тому, що телебачення представляє нам розважальні теми, а в тому, що усі теми представлені як розважальні».
Таким чином, ця книга звертає увагу на важливу трансформацію в американській культурі другої половини XX столітті — перехід від ери типографії до ери телебачення. Ця зміна стрімко та неминуче змістила суть та значення публічного дискурсу, оскільки ці два типи медіа значно відрізняються, а тому не можуть пристосовувати одні й ті самі ідеї. Зі зменшенням впливу друкованої преси зміст політики, релігії та усього, що стосується публічної сфери, має змінитися та реформуватися в умовах, найбільш сприятливих для телебачення.

### «Технополіс»
У своїх книзі «Технополіс. Поразка культури перед технологією» (англ. Technopoly: The Surrender of Culture to Technology, 1993) Постман описує вплив процесу технологічних змін на суспільство. За його словами, «нові технології конкурують зі старими: за час, увагу, гроші, престиж, але найголовніше — за домінування їхнього світогляду». До технологій він відносить не тільки машинерію, як-от телебачення та комп'ютери, але і техніки (techniques) — статистичні розрахунки, опитування, бюрократичні форми. Він називає їх «невидимими технологіями», оскільки більшість не думає про них як про машини, але ці систематично повторювані техніки обмежують та спрощують мислення людей про світ.
Постман розрізняє три типи культури за їхнім відношенням до технологій:
- Символічний світ культури інструментального використання (англ. tool-using culture) — політика, релігія, освіта — не підпорядковується і не визначається технологіями. Вони використовуються для вирішення фізичних проблем: наприклад, приготування їжі, здобування та обробка природних ресурсів[16]. Такі суспільства зазвичай є або теократичними, або об'єднані певною ідеологією, яка змушує інструменти (тобто технології) працювати в її межах[17].
- У технократії технології змагаються із традиційним соціальним та символічним світом. Вони намагаються реформувати культуру, ставши її частиною. Попри те, що два погляди на світ — технологічний та «гуманістичний»[6] — стикаються, технології ще не достатньо сильні, і суспільство залишається під слабким, але контролем соціальних та релігійних традицій.
- Технополіс автор визначає як «тоталітарну технократію», яка вимагає «підкорення усіх форм культурного життя суверенності технік та технологій»[18]. Технології знищують альтернативи собі, однією з яких була традиційна культура. Вони перевизначають поняття релігії, мистецтва, родини, політики, історії, правди, приватності, інтелектуальності, реформуючи їх під нові вимоги. Надаючи інакші інтерпретації старим словам, технології змінюють людську мову, і дуже часто цей процес є непоміченим та неусвідомленим з боку суспільства. Таким чином, попередні уявлення стають невидимими і, відповідно, неважливими. Моральність заміщається ефективністю, інтересом, економічною перевагою. Так, усі аспекти життя стають функціями технологій[19].

На думку Постмана, у США — як у єдиній державі-технополісі — розвинулася нова релігія — віра в людський прогрес та технологічні інновації, віра в те, що рай можна досягнути через відданість технологіям. Віра та довіра технологічним рішенням значною мірою замінили те, що прийнято вважати більш традиційним сенсом духовності, переконання в існуванні вищого порядку.

## Медіаекологія
Медіаекологія (англ. Media ecology) вивчає вплив медіа, технологій та комунікації на людське суспільство. Слово «екологія» передбачає аналіз середовища, його структури, наповнення та впливу на інших; у цьому контексті середовище є складною системою повідомлень, яка нав'язує індивідам певні моделі мислення, почуттів та поведінки.
Медіа-середовище виконує такі функції:
- структурує те, що індивіди бачать, говорять і, відповідно, роблять;
- приписує індивідам певні ролі і допомагає їх дотримуватися;
- зумовлює, що дозволено робити, а що — заборонено[21].

Якщо у деяких випадках (наприклад, судова зала, шкільна аудиторія, офісний кабінет) ці правила є експліцитними та офіційно закріпленими, то в медіа-середовищі такі уточнення є імпліцитними та неформальними. Задача медіаекології полягає у тому, щоб виявити ці правила та з'ясувати, які ролі медіа змушують грати людей, які механізми вони використовують для організації того, що люди бачать, для чого впроваджують ті чи інші зразки поведінки.
Так, за Постманом, «медіаекологія розглядає, як масова комунікація впливає на людське сприйняття, розуміння, почуття, цінності; як взаємодія людей з медіа покращує або погіршує їхні шанси на виживання».

## Основні праці
- "Телебачення та викладання англійської мови", 1961[22].
- "Мовознавство. Революція у викладанні", 1966[23].
- "Викладання як руйнування", 1969[24].
- "М'яка революція. Учнівський посібник із вдосконалення шкіл", 1971[25].
- "Шкільний підручник. Для людей, які хочуть знати, з чого здійнявся весь цей переполох", 1973[26].
- "Божевільні розмови, дурні розмови. Як ми нищимо себе тим, як ми говоримо, і що з цим робити", 1976[27].
- "Викладання як збереження", 1979[28].
- "Зникнення дитинства", 1982[29].
- "Дорозважаємося до смерті. Публічний дискурс в еру шоу-бізнесу", 1985[30].
- "Сумлінні заперечення. Піднімаючи проблему мови, технологій та освіти", 1988[31].
- "Як дивитися телевізійні новини", 1992[32].
- "Технополіс. Поразка культури перед технологією", 1992[33].
- "Кінець освіти. Перевизначаючи цінність школи", 1995[34].
- "Будуючи міст у XVIII століття. Як минуле може поліпшити наше майбутнє", 1999[35].